# Chevrolet Corvette C1
La Chevrolet Corvette C1 è una autovettura sportiva, prima generazione dell'omonimo modello, prodotta dalla General Motors con il marchio Chevrolet a partire dal 30 giugno 1953 al 1962.
Questa generazione è comunemente chiamata ad "assale rigido", poiché la sospensione posteriore è a ruote interconnesse.
La Corvette è stata messa in produzione subito dopo il debutto del primo prototipo, per sfruttare il forte interesse e clamore suscitato dal pubblico durante la presentazione della concept car, ma le aspettative preventivate di vendita sono state in gran parte disattese, con le vendite che si sono attestate al di sotto delle previsioni.

## Storia

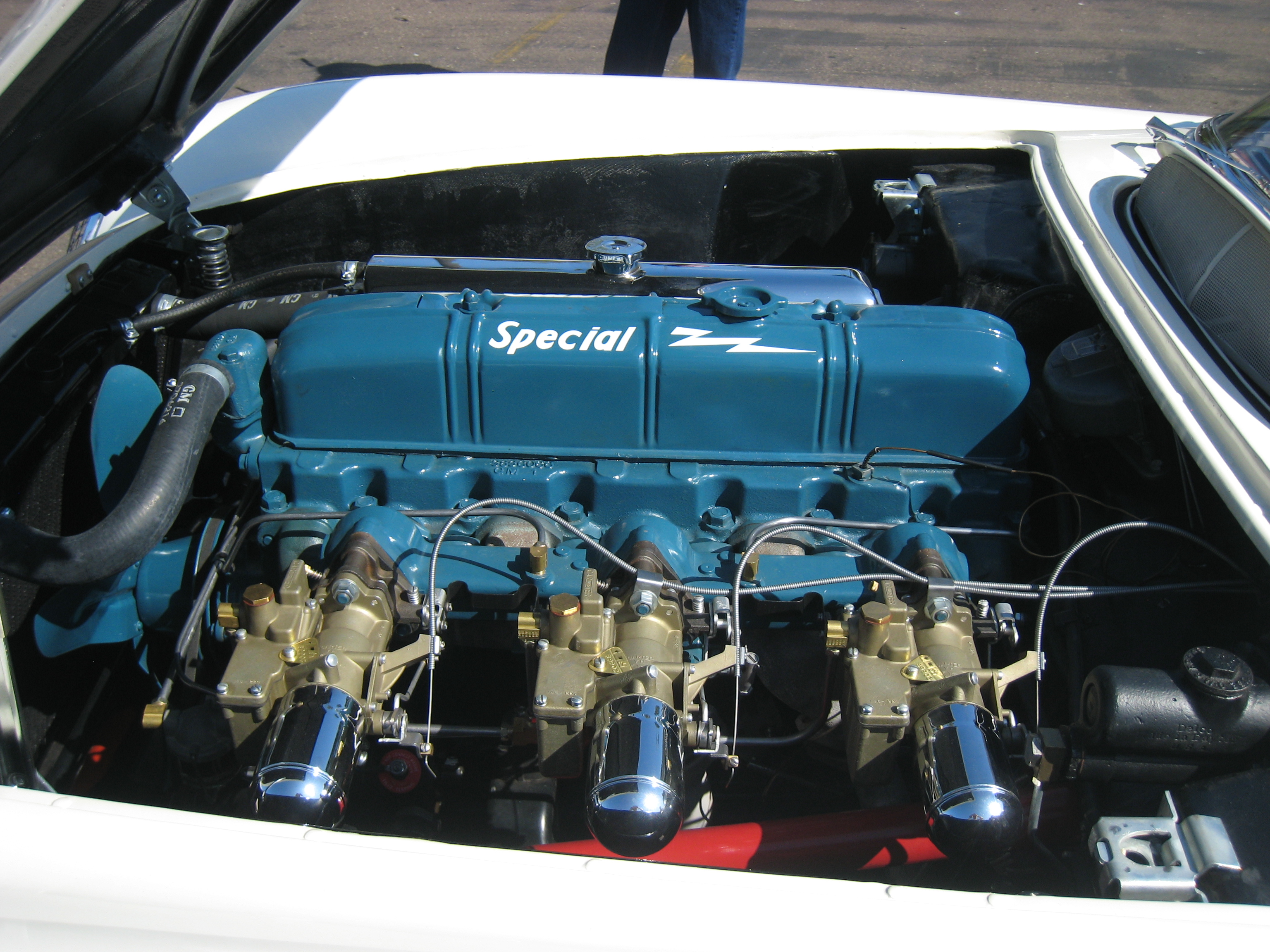
Motore 6 cilindri Corvette C1 del 1953

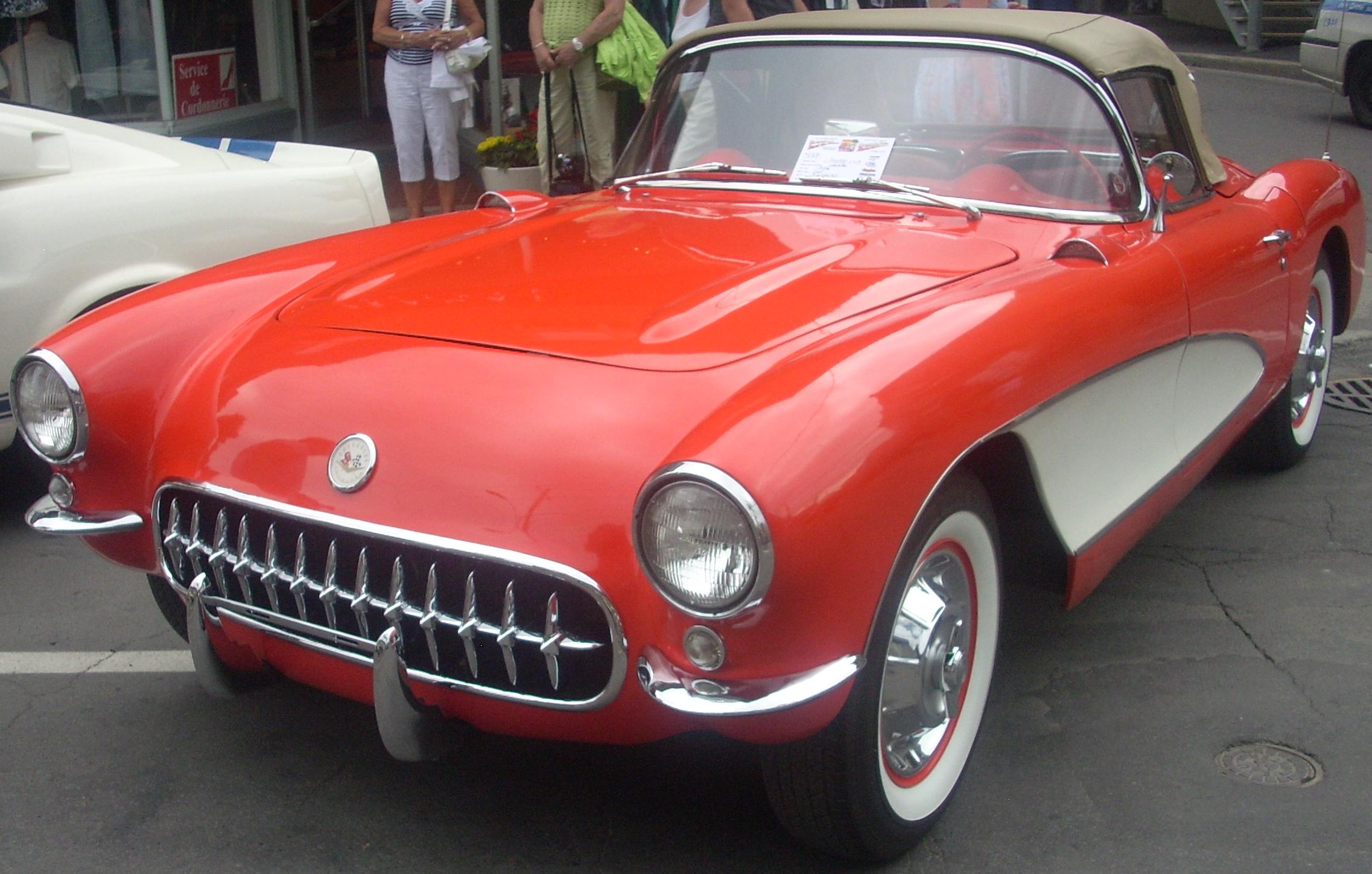
Corvette C1 del 1956

Harley Earl, all'epoca a capo del centro stile della GM, era un appassionato di auto sportive europee. Riscontrò che i soldati che tornavano in patria dopo aver prestato servizio in Europa negli anni successivi al secondo dopoguerra riportavano negli USA molte piccole sportive europee come le MG, Jaguar e Alfa Romeo. Earl convinse i vertici GM che avevano bisogno di costruire un'auto sportiva a due posti tutta americana, e così con la sua équipe iniziò a lavorare sulla nuova auto alla fine del 1951. 
Per contenere i costi, il dirigente della GM Robert F. McLean impose che i componenti meccanici dovessero essere standardizzati. La nuova vettura utilizzava il telaio e le sospensioni delle autovetture Chevrolet prodotte negli anni 1949-1954. La trasmissione e l'abitacolo vennero arretrati per ottenere una migliore distribuzione dei pesi. Il motore base all'esordio era un sei cilindri in linea 235 da 3,85 litri, derivato dai propulsori che alimentava gli altri modelli Chevrolet, ma con un rapporto di compressione più elevato, tre carburatori Carter e un albero a camme differente; la potenza era di 150 CV (112 kW). Poiché in Chevrolet non era disponibile un cambio manuale in grado di gestire 150 CV, venne utilizzato un cambio automatico Powerglide a due velocità. Il tempo nello scatto da 0 a 60 mph (0-97 km/h) era di 11,5 secondi. Il corpo vettura e la carrozzeria esterna era realizzato in materiale plastico rinforzato con fibra di vetro. 

### 1956
La Corvette del 1956 presentava una nuova carrozzeria con fari rotondi carenati, finestrini in vero vetro e una capote in tela più spessa. Il motore a 6 cilindri in linea fu tolto dai listini, lasciando solo il V8 265 da 4,3 litri.

### 1958

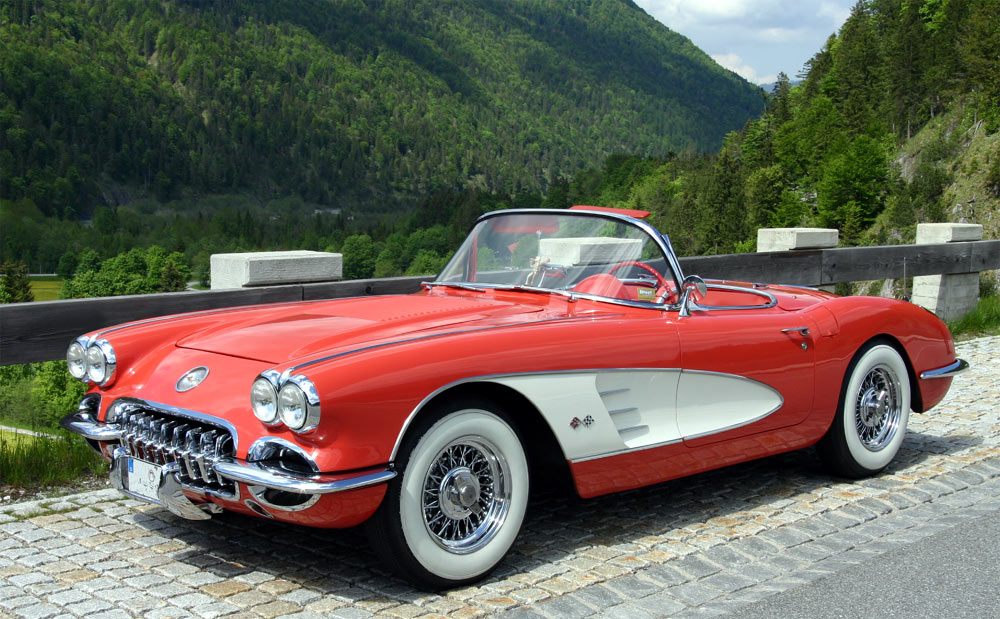
Corvette C1 del 1958

Nel 1958 venne pesantemente rivista la carrozzeria, con nuovi fanali a quattro fari, una nuova griglia del radiatore e cofano con finte prese d'aria. Gli interni e la strumentazione vennero aggiornati, compreso il posizionamento del contagiri spostato direttamente davanti al conducente. Per la prima volta le cinture di sicurezza furono installate in fabbrica anziché dai concessionari come sui modelli precedenti. 

### 1960
Le modifiche apportate nel 1960 includevano nuovo i fanali posteriori sagomati nei parafanghi e una nuova calandra frontale con meno cromature. A livello tecnico vennero montati nuovi radiatori in alluminio, ma solo con sui motori da 270 e 290 CV (201 e 216 kW).

### 1961
Nel 1961 furono introdotti i fanali posteriori a quattro elementi tondeggianti.

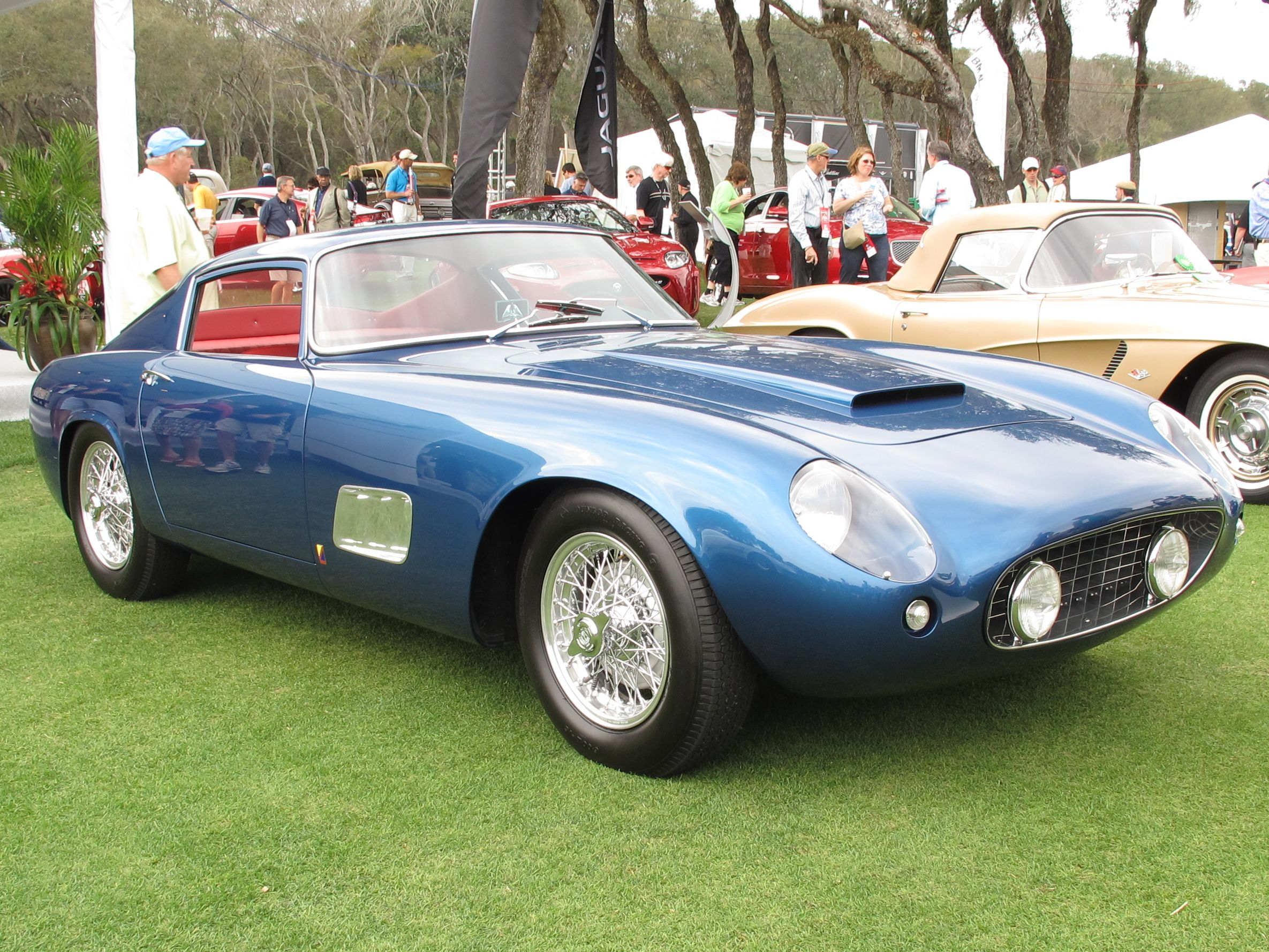
Scaglietti Corvette

## Vetture derivate

### Scaglietti Corvette
Nel 1959 il petroliere Gary Laughlin commissionò una vettura su base Corvette, utilizzando il telaio, i componenti e il motore della Corvette C1. Per supervisionare questa creazione, si avvalse dell'aiuto del costruttore automobilistico Jim Hall e del pilota automobilistico Carroll Shelby. Così presero tre telai Corvette dalla linea di produzione e li spedirono a Modena in Italia. Qui, con l'aiuto del corrispondente di Road & Track Pete Coltrin, riuscirono a entrare in contatto con il carrozziere italiano Sergio Scaglietti, che all'epoca lavorava alla progettazione delle Ferrari. Scaglietti accettò di creare e montare una nuova carrozzeria in alluminio leggero su ciascuna vettura. La vettura risultante fu la Scaglietti Corvette.

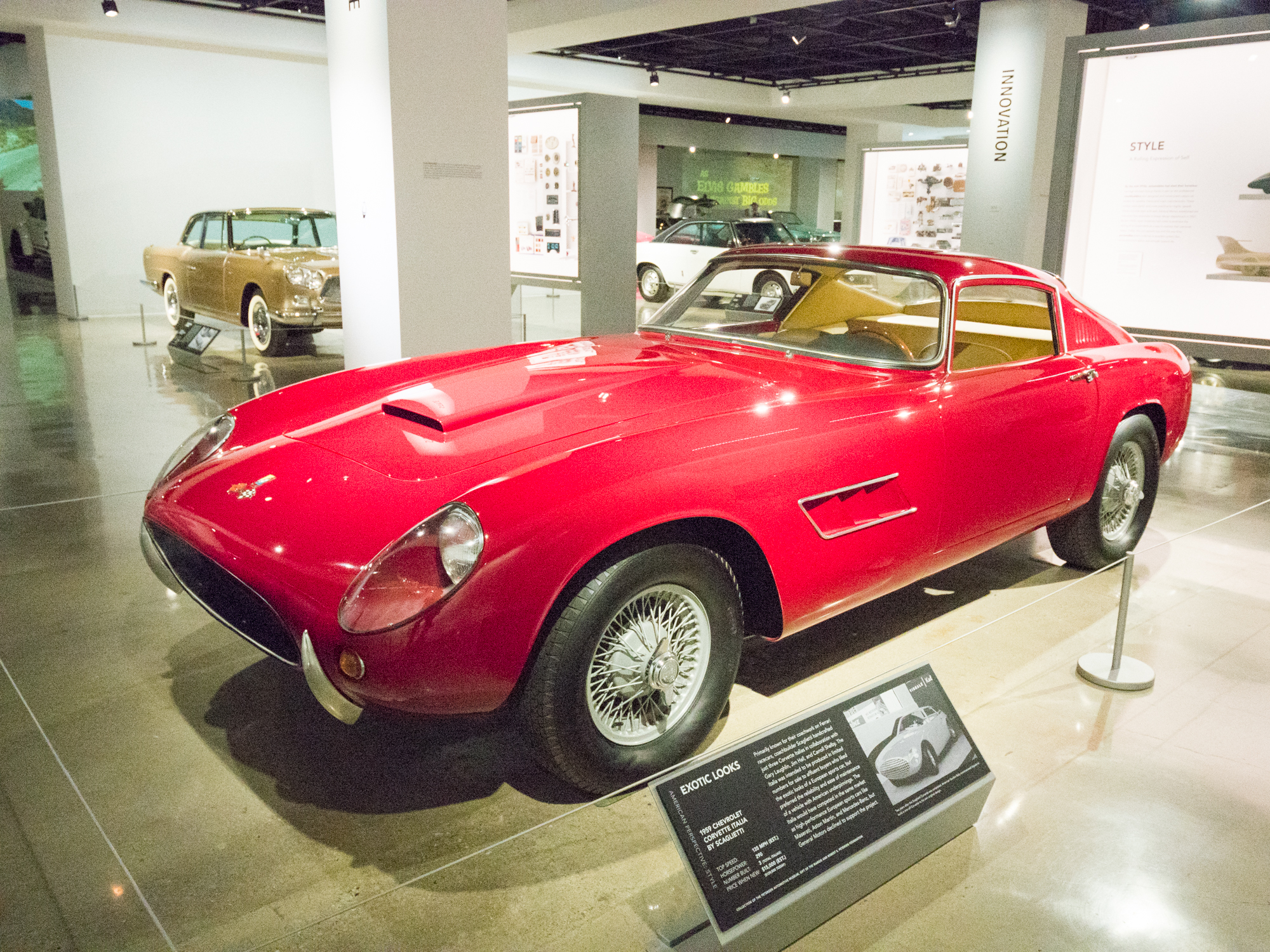
Scaglietti Corvette

Ognuna delle tre vetture assemblate era unica per ciascun proprietario. Il primo esemplare rosso utilizzava una carrozzeria leggermente diversa per poterci montare la stessa griglia della Corvette. Era spinta da un V8 283 da 315 CV con carburatore a quattro corpo abbinato a un cambio automatico a 2 velocità.
L'esemplare numero 2 era blu. Questa aveva una carrozzeria che somigliava alla Ferrari 250 GT Berlinetta LWB con lo stesso V8 e cambio automatico dell'esemplare numero 1.
La terza era rossa e utilizzava una carrozzeria dal design simile all'auto numero 2, ma era l'unico modello dotato di un sistema d'alimentazione ad iniezione e cambio manuale a 4 velocità Borg-Warner.
Sebbene concepite nel 1959, le vetture furono completate e rispedite negli Stati Uniti nel 1961. A causa delle pressione congiunte sia della General Motors che di Enzo Ferrari per porre fine alla produzione, il progetto della Scaglietti Corvette venne bloccato. Tuttavia molte idee e concetti derivati dall'auto si rivelarono fonte di ispirazione, portando Jim Hall a fondare la sua squadra corse Chaparral e Carroll Shelby a elaborare un'auto sportiva europeo-americana con la creazione dell'AC Cobra.

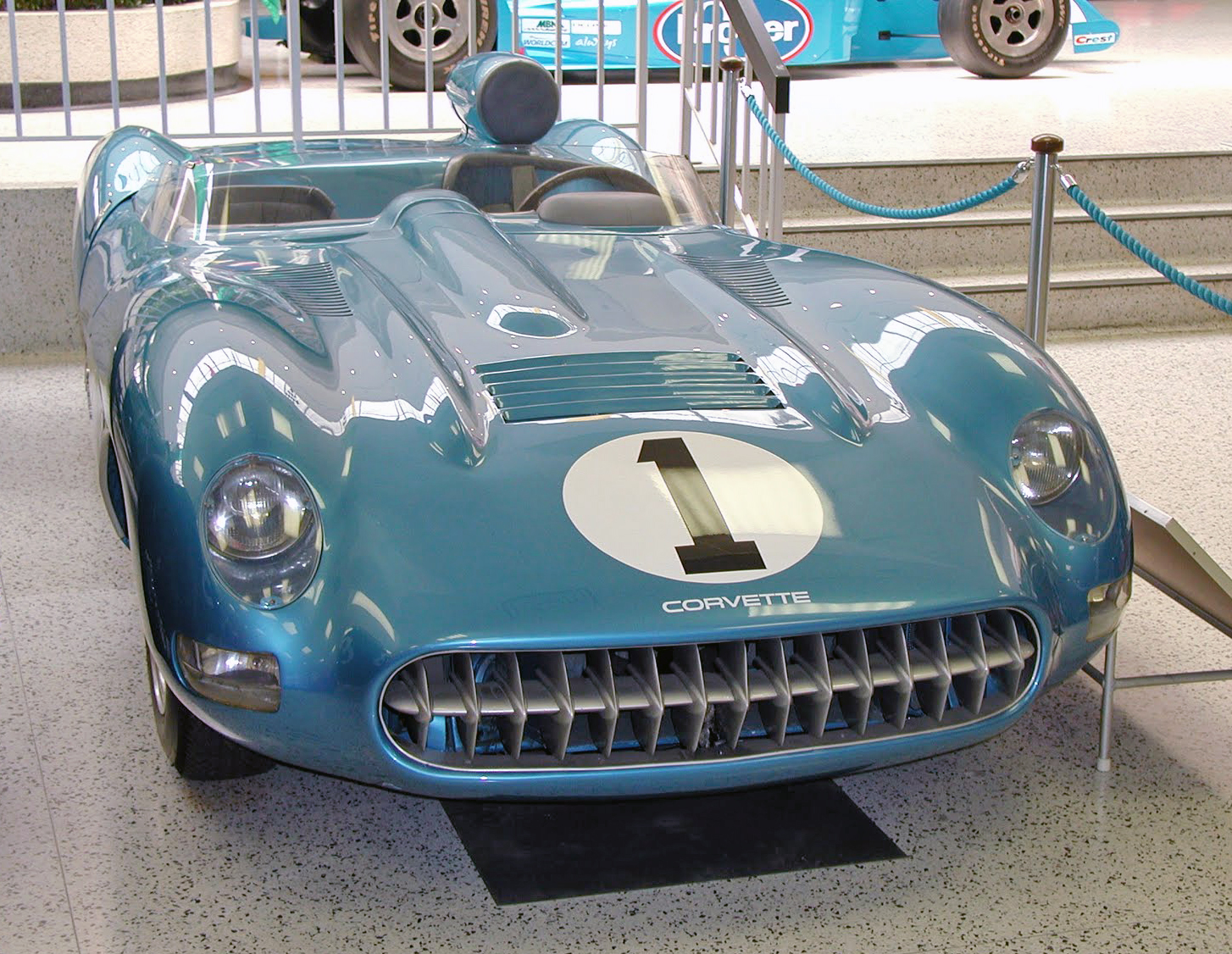
Una Chevrolet Corvette C1 SS

## Attività sportiva

### SS
Nel 1957 la Chevrolet decise di realizzare una versione da competizione della Corvette per gareggiare alla 12 ore di Sebring chiamata Chevrolet Corvette SS. La vettura fu realizzata dal team di ingegneri guidati da Zora Arkus-Duntov, e si presentava come un'auto dal peso di 839 kg abbinata a un propulsore da 307 CV. Nonostante il giorno di gara la SS facesse segnare la più alta velocità di punta, pari a 183 mph, fu costretta al ritiro al 23º giro per problemi meccanici. Il progetto venne poi abbandonato a causa del taglio dei fondi da parte della Chevrolet.